# مطثية بيجرينكية
مطثية بيجرينكية[بحاجة لمصدر] (الاسم العلمي: Clostridium beijerinckii) هي نوع من البكتيريا يتبع جنس المطثية من الفصيلة المطثاوية. سميت نسبة إلى مارتينوس بايرينك وهو عالم بكتيريا ألماني.

## روابط خارجية
- Type strain of Clostridium beijerinckii at BacDive - the Bacterial Diversity Metadatabase